# Emilce Sosa
Emilce Sosa (ur. 11 września 1987 w Formosie) – argentyńska siatkarka, reprezentantka kraju, grająca na pozycji środkowej. 

## Sukcesy klubowe
Mistrzostwo Argentyny:
- 2011, 2021
- 2008, 2009, 2010

Klubowe Mistrzostwa Ameryki Południowej:
- 2009, 2021

Puchar Rumunii:
- 2013, 2014

Mistrzostwo Rumunii:
- 2013, 2014

## Sukcesy reprezentacyjne
Mistrzostwa Ameryki Południowej:
- 2009, 2011, 2013
- 2021

Puchar Panamerykański:
- 2013, 2015

## Nagrody indywidualne
- 2015: Najlepsza serwująca brazylijskiej Superligi w sezonie 2014/2015